# Ricovero non volontario
Con le locuzioni ricovero non volontario, ospedalizzazione non volontaria, procedure sanitarie obbligatorie, o altre similari (ad esempio ricovero/ospedalizzazione “senza consenso”), si intendono quelle procedure sanitarie normate e con specifiche tutele, in genere di legge, che in vari paesi del mondo possono essere applicate in caso di motivata necessità e urgenza clinica, a tutela della salute e sicurezza individuale o della salute pubblica, generalmente nei confronti di un soggetto che soffra di una grave patologia psichiatrica non altrimenti gestibile. 
Leggi sul ricovero forzato sono state utilizzate in tutto il mondo, anche in ambito finanziario, sessuale, politico, per profitto commerciale, eredità e per sicurezza politica.

## Principi ONU
La risoluzione ONU n.46/119 del 1991 è una risoluzione non vincolante che afferma alcune procedure di ampio respiro in materia di ricovero coatto. Questi principi sono stati utilizzati in molti paesi in cui le leggi locali sono state riviste dopo l'entrata in vigore della Risoluzione, oppure dove nuove leggi sono state implementate. Le Nazioni Unite gestiscono programmi in alcuni paesi per aiutare l'attuazione di questi principi.
In particolare la Risoluzione vincola il ricovero coatto all'analisi fatta da medici specialisti secondo le linee guida internazionali e soggetta a review periodica indipendente e obbligatoria, regola retribuzione del lavoro, sterilizzazione, sperimentazione di farmaci, diritto di difesa e azione in giudizio. 
La Risoluzione afferma questi principi:
- principio 16, condizione di ammissibilità: una persona può subire ricovero coatto se e solo se un professionista della salute mentale abilitato dalla legge - non si accenna a un medico generico - e in conformità agli standard medici internazionali (di cui art. 4), rileva un serio pericolo immediato o imminente per la persona stessa, o per terzi;
- review body, principio 17: la legge stabilisce la revisione dei casi di ricovero coatto a intervalli di tempo regolari e ragionevoli, affidandola al tribunale o una commissione indipendente, che si avvale di medici specialisti terzi alla struttura;

- diritto per i malati di mente alle migliori cure, in qualsiasi sistema sanitario (art. 1, comma 1);
- diritto di esercizio ai diritti civili, politici, economici, sociali e culturali anche durante i periodi di ricovero;
- diritto a un equo processo, con udienza (non solamente scritto), avvocato e gratuito patrocinio, in cui sono esclusi rappresentanti degli istituti di ricovero e famigliari in conflitto di interessi; diritto di appello; la legge nazionale deve prevedere tempi perentori e ragionevoli per la revisione periodica delle decisioni del giudice (art. 1, comma 6).
- diritto a un tutore, nominato dal tribunale, che amministra il patrimonio nell'interesse del malato.
- la diagnosi deve essere eseguita secondo gli standard medici internazionali. La presenza di un precedente ricovero non può essere la base di future diagnosi (art. 8).
- il trattamento deve essere quello meno restrittìvo della libertà personale, e meno invasivo possibile (art. 9), deve essere discusso col paziente e oggetto di un Piano Terapeutico Individuale.
- divieto di sterilizzazione (art. 11, comma 12); trial clinici e sperimentazioni su paziente incapace di intendere, devono essere autorizzati da un'autorità indipendente (comma 15).
- il paziente, o suo rappresentante legale, ha il diritto di opporsi presso l'autorità giudiziaria, o altro organo indipendente, non solo per il ricovero coatto, ma anche per singoli trattamenti che gli vengono somministrati (art. 11, comma 16).
- all'interno della struttura, il paziente ha il diritto di comunicare, definito e dettagliato in (art. 13): diritto di ricevere e spedire posta privatamente; di ricevere visite dal rappresentante legale e altre persone; diritto di accedere a giornali, posta, telefono, televisione;
- il paziente ha diritto a scegliere il tipo di lavoro; il lavoro deve essere retribuito; al pari delle persone esterne alla struttura; ogni provento del proprio lavoro derivante alla struttura ospitante, deve essere riconosciuto in percentuale al paziente (art. 13, comma 4).

## Disciplina normativa

### Europa
Le legislazioni prevedono restrizioni a tutela della libertà del cittadino, come:
- durata massima, eventuale non prorogabilità;
- linee guida nazionali in merito a:
  - elenco delle terapie e trattamenti somministrabili al paziente, in via coattiva;
  - misure di contenzione fisica o di isolamento involontario del paziente, e casi di applicazione.
- diritto del paziente a intrattenere rapporti personali o telefonici all'interno o all'esterno della struttura, in particolare con medici e avvocati di sua fiducia;
- il coinvolgimento del giudice tutelare e degli avvocati a partire dalla fase iniziale di richiesta medica del TSO: spesso il giudice si reca di persona nel reparto psichiatrico (come succede in Germania ad esempio);
- la non-procedibilità di ufficio o dietro querela o segnalazione da parte di terzi privi di interesse legittimo, conservata invece per le richieste di revoca del TSO;
- l'obbligo della forma scritta;
- l'obbligo di due pareri medici: dei quali uno specialista psichiatra prima del ricovero ospedaliero, con referti comprovanti una visita personale (escludendo una diagnosi "a distanza");
- elementi informativi che la richiesta di TSO deve contenere a pena di nullità: visita personale, diagnosi differenziale, fatti rilevati, testimonianze di terzi, terapie, urgenza/indifferibilità/insostituibilità del trattamento;
- applicabilità del TSO limitata alla presenza di condanne penali per reati contro la persona o in pendenza di processo, o a elevata pericolosità verso terzi;
- separazione fra strutture per condannati (alternative al carcere) per reati contro la persona, pazienti con disagi psichiatrici gravi e le strutture organizzate per trattare depressioni lievi;
- disciplina del potenziale conflitto di interesse in capo alle strutture ospitanti: sperimentazione di farmaci, scelta e retribuzione del lavoro, gestione delle entrate e del patrimonio dei pazienti;
- sanzioni: risarcimento del danno patrimoniale per ingiusta detenzione, ripartizione economica e penale delle responsabilità fra gli attori coinvolti.

#### Italia
Il trattamento sanitario obbligatorio, istituito dalla legge n. 180/1978 (legge Basaglia) e attualmente regolamentato dalla legge 23 dicembre 1978 n. 833 (articoli 33-35), è un atto composito, di tipo medico e giuridico, che consente l'effettuazione di determinati accertamenti e terapie a un soggetto affetto da malattia mentale che, anche se in presenza di alterazioni psichiche tali da richiedere urgenti interventi terapeutici, rifiuti il trattamento (solitamente per mancanza di consapevolezza di malattia).

#### Francia
È sufficiente il parere di due medici, non è prevista l'informativa del sindaco e la convalida del giudice tutelare. Può essere attivato su semplice denuncia di terzi o su decisione della questura. Malati gravi stanno assieme a persone dotate di malattie mentali più lievi.

#### Germania
La Corte Federale tedesca è stato il primo organismo in Europa a bandire completamente nel 2012 i trattamenti sanitari obbligatori, quale misura socialmente irrilevante e lesìva della dignità dell'uomo.
Questa sentenza tuttavia è stata sovvertita da una legge del Bundestag (anno 2017), la quale reintroduceva la possibilità di privare persone della loro libertà per trattamenti psichiatrici.
La legge prevede manicomi chiusi per le persone condannate in via definitiva per reati contro la persona. Vi sono altri istituti in cui sono i tribunali sociali, con gli assistenti sociali e un medico, a decidere il ricovero, che va condiviso dai familiari.

#### Svizzera
Il ricovero a scopo di cura e di assistenza è inquadrato a livello federale dagli  art. 426 ss. del Codice Civile Svizzero.
Nel Canton Ticino la materia è regolata da una legge dedicata, distinta da quella del 1983, istitutìva dell'assistenza sanitaria pubblica.
- La norma si applica a persone che compromettono gravemente o con imminente probabilità la propria vita e salute o quella altrui; ovvero, oggetto di una misura sancita dal diritto penale federale.
- è vietata la ricerca scientifica su persone incapaci di discernimento oggetto di una misura privativa della libertà (art. 34);
- obbligo di retribuire con equo salario le attività lavorative, e riconoscere la proprietà intellettuale delle opere realizzate (art. 41).

Due medici generici possono chiedere il ricovero coatto urgente. A pena di nullità, la decisione deve contenere una forma minima (art. 24 legge LASP, 2 febbraio 1999):
- sintomatologia, con esposizione dettagliata dei fatti che rendono necessario il collocamento coatto;
- giustificazione della indifferibilità e insostituibilità della misura;
- luogo e tempo della visita personale dell'utente;
- la fonte di altre informazioni, almeno in modo generico;
- ogni altro elemento su cui il medico o l'autorità ha fondato la propria decisione;
- l'indicazione se il ricovero è coatto o volontario;
- l'indicazione dell'Autorità o del termine del ricorso.

A garanzia di questi obblighi formali, gli ordini dei medici dei Cantoni hanno predisposto un modello di certificato medico.